# Septembre 1868

## Événements
- 8 septembre : L'Italie signe un traité avec la Tunisie pour une durée de 28 ans, régulant le régime des  capitulations

- 9 septembre : mort de Mzilikazi, roi du Matabélé. Il laisse à son fils Lobengula un royaume prospère et redouté.

- 12 septembre : couronnement de Meiji, empereur du Japon.
- 14 septembre : naissance à Dinan de Jean Baptiste Théodore Botrel dit Théodore Botrel auteur,compositeur,interprète de la " Paimpolaise",chansonnier des armées

- 19 septembre : révolution de septembre en Espagne, la Gloriosa.

- 20 septembre : compromis hungaro-croate. La Croatie-Slavonie devient un royaume indépendant avec sa diète propre siégeant à Zagreb. Les Croates peuvent envoyer au parlement de Budapest 29 députés choisis par leur diète (Sabor). Un ban représente le gouvernement de Grande Hongrie.

- 30 septembre : les libéraux et les démocrates chassent la reine Isabella II (Isabelle II d'Espagne), déposée par le général Juan Prim.

## Naissances
- 1er septembre : Henri Bourassa, nationaliste québécois.
- 8 septembre : 
  - Zaven Ier Der Eghiayan (mort le 4 juin 1947), patriarche arménien
  - Yrjö Wichmann (mort le 5 mai 1932), philologue finnois

- 22 septembre :
  - Louise McKinney, féministe.
  - Maurice Neumont, peintre et affichiste français († 10 février 1930).
- 28 septembre :
  - Alfredo Frassati, journaliste, éditeur et homme politique italien
  - Herbert Alexander Bruce, Lieutenant Gouverneur de l'Ontario.

## Décès
- 30 septembre : Clemente Folchi, ingénieur et architecte italien. (° 14 novembre 1780).